# 22734 Theojones
22734 Theojones è un asteroide della fascia principale. Scoperto nel 1998, presenta un'orbita caratterizzata da un semiasse maggiore pari a 2,4013752 UA e da un'eccentricità di 0,1770125, inclinata di 2,42718° rispetto all'eclittica.